# Peperomia hirta
Peperomia hirta är en pepparväxtart som beskrevs av C. Dc.. Peperomia hirta ingår i släktet peperomior, och familjen pepparväxter. Inga underarter finns listade i Catalogue of Life.